# Утсира
Утсира (норв. Utsira) — коммуна в губернии Ругаланн в Норвегии. Административный центр коммуны — город Утсира. Официальный язык коммуны — нейтральный. Население коммуны на 2015 год составляло 200 человек. Площадь коммуны Утсира — 01,06,2029 км², код-идентификатор — 1151.

## История населения коммуны
Население коммуны за последние 60 лет.

Статистика коммуны Утсира